# ジャック＝アンリ・ベルナルダン・ド・サン＝ピエール
ジャック＝アンリ・ベルナルダン・ド・サン＝ピエール（Jacques-Henri Bernardin de Saint-Pierre、1737年1月19日 - 1814年1月21日）は、フランスの作家・植物学者。
1737年ル・アーヴルに生まれる。12歳の時叔父とともに西インドへ旅行し、帰国後、技師としての教育を受ける。七年戦争に従軍し、1768年にモーリシャスへ旅して植物学を学ぶ。1771年にルソーの弟子となる。フランス革命後、1795年に政府の一員となり、植物園の館長となり、1803年にはアカデミー・フランセーズ会員に選ばれる。
1787年に発表したモーリシャス島を舞台に自然と純愛を描いた小説『ポールとヴィルジニー』（Paul et Virginie）で知られる。同作はロマン主義のさきがけとされる悲恋小説で、日本でも多数の翻訳があり、かつてよく読まれた。

## 日本語訳

### ポールとヴィルジニー
- 海の嘆き ポオルとヰ″ルジニイ （生田春月訳 新潮社 1917年）
- ポオルとヴィルジニイ （木村太郎訳 岩波文庫 1934年）
- ポオルとヴィルジニ （浅見篤訳 晃文社（フランス文学選集4） 1948年）
- 海の嘆き ポールとヴィルジニー （川崎竹一訳 富士出版 1947年）
- ポールとヴィルジニー （田辺貞之助訳 白水社 1950年 のち新潮文庫）
- ポールとヴィルジニー （佐々木基一、永井郁共訳 河出書房（市民文庫） 1951年）
- ポオルとヴィルジニイ （三井ふたば子訳 少女世界名作全集6（フランス編） 東西五月社 1960年）
- ポールとヴィルジニー （新庄嘉章訳 角川文庫 1961年）
- ポールとヴィルジニー （宮川実訳 世界青春文学名作選（学研新書） 学習研究社 1962年）
- 愛と悲しみ （足沢良子訳 岩崎書店（世界少女名作全集） 1964年）
- ポールとビルジニイ （山主敏子訳 少年少女世界の名作文学23（フランス編5） 小学館 1965年）
- ポールとヴィルジニー （木村庄三郎訳 旺文社文庫 1970年）
- ポールとヴィルジニー（鈴木雅生訳 光文社古典新訳文庫 2014年7月）

### その他
- アルカディア （山内淳訳 啓蒙のユートピア 3 法政大学出版局 1997年12月）
- フランス島への旅 （小井戸光彦訳 インド洋への航海と冒険（17・18世紀大旅行記叢書） 岩波書店 2002年10月）

| 前任 アントワーヌ＝ルイ・セギエ | アカデミー・フランセーズ 席次27 第5代：1803年 - 1814年 | 後任 エティアンヌ・エニャン |